# Elezioni parlamentari in Groenlandia del 2018
Le elezioni parlamentari in Groenlandia del 2018 si tennero il 24 aprile per il rinnovo dell'Inatsisartut.

## Risultati

| Liste                      | Voti   | %     | Seggi |
| -------------------------- | ------ | ----- | ----- |
| Siumut                     | 7.957  | 27,44 | 9     |
| Inuit Ataqatigiit          | 7.478  | 25,78 | 8     |
| Democratici                | 5.712  | 19,69 | 6     |
| Partii Naleraq             | 3.931  | 13,55 | 4     |
| Atassut                    | 1.730  | 5,96  | 2     |
| Partito della Cooperazione | 1.193  | 4,11  | 1     |
| Nunatta Qitornai           | 1.002  | 3,45  | 1     |
| Totale                     | 29.003 | 100   | 31    |